# Kunerad
Kunerad – wieś (obec) na Słowacji położona w kraju żylińskim, w okręgu Żylina. Pierwsze wzmianki o miejscowości pochodzą z roku 1490.
Według danych z dnia 31 grudnia 2010, wieś zamieszkiwały 983 osoby, w tym 491 kobiet i 492 mężczyzn.
W 2001 roku rozkład populacji względem narodowości i przynależności etnicznej wyglądał następująco:
- Słowacy – 99,67%
- Czesi – 0,33%